# Beryl Penrose
Beryl Penrose (* 22. Dezember 1930 in Sydney; † 23. Juni 2021), später Beryl Collier, war eine australische Tennisspielerin. Von 1950 bis 1957 nahm sie acht Mal an den Australian Open teil.
Im Januar 1948 gewann sie den australischen Einzeltitel der Frauen. Im Juli 1952 gewann sie den Einzeltitel bei der walisischen Meisterschaft.
Sie gewann 1955 das Dameneinzel der Australischen Tennismeisterschaften, als sie im Finale Thelma Long mit 6:4 und 6:3 besiegte. Im selben Jahr siegte sie auch bei den Internationalen Deutschen Tennismeisterschaften im Einzel. 
In der Tennisweltrangliste von 1955 wurde sie auf Platz 5 geführt. 1957 heiratete sie und beendete ihre Tenniskarriere. Im Jahr 2017 wurde sie in die Australian Tennis Hall of Fame aufgenommen. Ihr Enkel James Duckworth ist ein australischer Tennisprofi.